# Едіт Сітвелл
Дама Едіт (Ідіт) Луїза Сітвелл (англ. Edith Louisa Sitwell; 7 вересня 1887, Скарборо, Північний Йоркшир, Англія — 9 грудня 1964, Лондон) — англійська поетеса, прозаїкиня, літературний критик, біографка.

## Життєпис
Народилося 1887 року в сім'ї баронета сера Джорджа Сітвелла (1860—1943) — ексцентричного власника фамільного маєтку Ренишо-холл, фахівця з генеалогії та ландшафтного дизайну — і леді Іди Емілі Августи (Айди Емілі Огаїсти, до шлюбу Денісон (1869—1937): спадкоємиці роду Плантагенетів по жіночій лінії, дочки Першого графа Лондсборо та правнучки Генрі Сомерсета, 7-го герцога Бофорта. Старша сестра письменників Осберта (1892—1969) і Сачеверелла (1897—1988) Сітвеллів. Лауреатка медалі Бенсона (1934) Королівського літературного товариства.

## Творчість
Активно публікувалася з 1913 року; багато її віршів було покладено на музику. Через прихильність до драматичного стилю та незвичайного вбрання заслужила у преси репутацію «позерки» (англ. poseur), але самі вірші Сітвелл неодноразово удостоювалися похвали критики за вмілу поетичну техніку та ретельне оздоблення стилю.
Авторка поетичних збірок «Будинки клоунів» (Clowns’ Houses, 1918), «Сільські елегії» (Rustic Elegies, 1927), «Звичаї Золотого Берегу» (Gold Coast Customs, 1929), «Пісня холоду» The Song of the Cold 1948), «„Фасад“ та інші вірші. 1920—1935» (Façade and Other Poems 1920–1935, 1950), «Садівники та астрономи» (Gardeners and Astronomers, 1953), «Вибрані вірші» (Collected Poems, 1957), «Знедолені» (The Outcasts, 1962), книг історичних повістей і нарисів «Англійські ексцентрики» (English Eccentrics, 1933), «Вікторія Англійська» (Victoria of England, 1936), "Fanfare for Elizabeth, 1946), «The Queens and the Hive» The Queens and the Hive, 1962), художньої біографії Джонатана Свіфта «Я живу під чорним сонцем» (I Live Under a Black Sun, 1937) тощо.

## Останні роки
Приблизно в 1957 році Сітвелл почала користуватися інвалідним візком після того, як все життя боролася з синдромом Марфана. У 1959 році Едіт Сітвелл дала інтерв'ю Джону Фрімену про її життя та роботу в телевізійному серіалі Бі-бі-сі «Обличчям до обличчя». Сітвелл була однією з двох жінок, у яких взяли інтерв'ю під час цієї першої ітерації серії; друга — французька акторка та письменниця Симона Синьйоре.
Востаннє Едіт Сітвелл читала вірші в 1962 році. У наступному році Королівське літературне товариство присвоїло їй звання літературної співрозмовниці (перша жінка, яка отримала таку честь).
Едіт Сітвелл померла в лікарні Святого Томаса в лондонському районі Ламбет 9 грудня 1964 року на 78-му році життя. Похована на цвинтарі парафіяльної церкви Святих Марії та Петра у Відон-Лоїсі, Нортгемптоншир.
Документи Сітвелл зберігаються в Центрі Гаррі Ренсома Техаського університету в Остіні.